# Coll de la Llosa (Escaró)
El Coll de la Llosa és una collada dels contraforts nord-orientals del Massís del Canigó, a 1.192 metres d'altitud, en el límit dels termes comunals d'Escaró i de Nyer, tots dos a la comarca del Conflent, de la Catalunya del Nord.
És a la zona occidental del terme d'Escaró i a l'oriental del de Nyer, tots dos a la zona central dels termes respectius.